# Sončeva masa
Sónčeva mása (oznaka m☉) je v astronomiji in astrofiziki enota za maso, ki se uporablja za izražanje in računanje mase galaksij, zvezd, planetov in drugih velikih nebesnih teles. Enaka je masi Sonca. Njena vrednost v enotah SI in znak sta:
{\displaystyle m_{\odot }=(1{,}988\,55\pm 0,00025)\cdot 10^{30}{\hbox{ kg}}.}
Sončevo maso označujejo včasih z {\displaystyle m_{\rm {S}}}. Masa je enaka približno 332.950 Zemljinim masam. Sončeva masa je kot referenčna količina zelo rabljena astronomska konstanta, predvsem v astrofiziki.
Sončevo maso lahko določimo iz dolžine leta (julijansko leto, T), razdalje Zemlje od Sonca (astronomska enota, a0) in splošne gravitacijske konstante κ:
{\displaystyle {\begin{aligned}m_{\odot }&={\frac {4\pi ^{2}a_{0}^{3}}{\kappa T^{2}}}\\&={\frac {4\cdot \pi ^{2}\cdot 149597870691^{3}}{(6,6742\pm 0,0010)\cdot 10^{-11}\cdot (365,25\cdot 24\cdot 60\cdot 60)^{2}}}\,\!.\end{aligned}}}
Med vsemi osnovnimi fizikalnimi konstantami je vrednost splošne gravitacijske konstante κ določena najmanj točno, saj so natančno določena le prva tri decimalna mesta. Prav tako netočna je masa Sonca. Lege planetov so znane veliko točneje in tudi zmnožek {\displaystyle \kappa } in mase Sonca. Zaradi tega so računi v nebesni mehaniki izvedeni v enotah Sončeve mase namesto standardne osnovne enote SI kg. V ta namen služi Gaussova gravitacijska konstanta:
{\displaystyle k=0{,}017\,202\,098\,95{a_{0}^{3} \over D^{2}m_{\odot }}\;.}
Danes je astronomska enota zelo točno izmerjena s pomočjo radarskih odbojev, Sončeva masa pa ostaja priročen zgodovinski dogovor.